# نايجل غيلبرت (لاعب سنوكر)
نايجل غيلبرت (بالإنجليزية: Nigel Gilbert)‏ هو لاعب سنوكر بريطاني، ولد في 20 مارس 1959 في بيدفورد في المملكة المتحدة.

## وصلات خارجية
- نايجل غيلبرت على موقع CueTracker.net (الإنجليزية)